# Тиннитус (фильм, 2019)
«Тиннитус» — российский экспериментально-документальный фильм режиссёра Даниила Зинченко, вышедший в 2019 году. Российская премьера фильма состоялась на фестивале MIEFF в 2019 году. Международная премьера — на Роттердамском кинофестивале в 2020 году. Кинокритики охарактеризовали картину как синефильский хит и радикальный фильм.

## Сюжет
В основе сюжета фильма лежит беседа композитора Евгения Вороновского с исследователем экспериментальной музыки Дмитрием Васильевым, посвящённая истории «ритуальной электронной музыки». Через несколько дней после записи этой беседы Дмитрий Васильев трагически погиб, из-за чего воспоминания о нём стали своеобразным сценарием фильма. 
В картине упоминаются такие явления культуры, как группы «Старуха Мха», Южинский кружок и другие деятели андеграундного искусства. Финальная сцена фильма представляет собой получасовое выступление Джона Дункана в лесу под Кузяево.

## Съёмочная группа
- Режиссёр — Даниил Зинченко
- Художественный руководитель — Евгений Вороновский
- Продюсер — Александр Стариков
- Операторы — Даниил Зинченко, Тихон Пендюрин
- Художники — Гриша Сельский и Дарья Хуцкая
- Звукорежиссёр — Рустам Медов
- Ассистенты режиссёра — Александра Мороз, Василиса Филатова.

## В ролях
- Евгений Вороновский
- Дмитрий Васильев
- Зинаида Васильева
- Игорь Дудинский
- Юрий Звёздный
- Джон Дункан
- Святослав Пономарёв
- Денис Данченко
- Дмитрий Гомзяков
- Пётр Алёшин
- Ярослав Павшин
- Владимир Ростов
- Мария Болгова
- Василиса Филатова
- Елизавета Кашинцева
- Dave Phillips
- Jan Kruml
- Sascha Stadlmeier